# Phyllium athanysus
Phyllium athanysus är en insektsart som beskrevs av John Obadiah Westwood 1859. Phyllium athanysus ingår i släktet Phyllium och familjen Phylliidae. Inga underarter finns listade i Catalogue of Life.